# Bom Dia São Paulo
Bom Dia São Paulo é um telejornal local brasileiro transmitido pela TV Globo São Paulo e ancorado pela jornalista Sabina Simonato.
O programa conta com o quadro Radar SP, feito por um rodizio de apresentadores composto pelos repórteres: Cinthia Toledo, Luiza Vaz, Mariana Aldano, Thais Luquesi, Eliezer dos Santos e Tiago Scheuer. Possui também um bloco esportivo, apresentado por Alessandro Jodar, o Quadro Verde, exibido às sextas-feiras, com apresentação de Ananda Apple e o quadro do G1 com Paula Paiva Paulo.

## Formato
O telejornal traz as primeiras notícias do estado nas manhãs, com informações sobre os fatos mais importantes do dia, entrevistas, acontecimentos, previsão do tempo, situação do trânsito em sua capital e nas principais rodovias e resultados da última rodada esportiva entre outras informações.

## História
O Bom Dia São Paulo estreou no dia 19 de abril de 1977 e foi o primeiro a utilizar as Unidades Portáteis de Jornalismo, o que possibilitou a entrada ao vivo de repórteres em todo o estado. A experiência resultou na formação de uma rede de jornais locais ao amanhecer seguidos pelo Bom Dia Brasil, o primeiro telejornal de rede todos os dias.
Desde 19 de abril de 1977, até os dias de hoje, passaram pelo Bom Dia São Paulo vários apresentadores e pacotes visuais e gráficos (cenários, vinhetas e GC's) e horários variados.
Na década de 1990, foi o primeiro telejornal a ser apresentado fora do estúdio para a comemoração do aniversário da cidade de São Paulo, direto do Parque do Ibirapuera.
Em 9 de outubro de 2000, 1 dia depois que começou o Horário Brasileiro de Verão, o Bom Dia São Paulo adotou uma vinheta igual à do Bom Dia Brasil, introduzida 1 ano antes, em 1999. 
Em 12 de maio de 2008, o Bom Dia São Paulo estreou o estúdio panorâmico, localizado no último andar do Edifício Jornalista Roberto Marinho, em Vila Cordeiro. É possível visualizar ao fundo do telejornal a Ponte Estaiada, a Marginal Pinheiros e o Brooklin Novo.
Em 6 de maio de 2013 estreou o novo Bom Dia São Paulo com novo pacote visual e gráfico (cenário, vinhetas e GC's) e o apresentador, Rodrigo Bocardi, iniciando às 6h15.
Em 1° de dezembro de 2014, estreia a nova programação jornalística da Globo, com mais ampliação, informação, prestação de serviços, cultura, esporte etc. Com a mudança, o Bom Dia São Paulo ganha mais espaço e 15 minutos, passando a iniciar às 06h, com 1h30 de duração.
Em 6 de março de 2015, após 15 anos, estreia a nova trilha sonora como os demais locais do Bom Dia Praça.
No dia 25 de janeiro de 2017, aniversário dos 463 anos da cidade de São Paulo, o jornal teve uma edição especial, mostrando vários pontos da cidade ao vivo, com links do apresentador Rodrigo Bocardi e apresentação de Glória Vanique.
Na semana de 17 de abril a 21 de abril de 2017, em comemoração aos 40 anos do telejornal, o apresentador Rodrigo Bocardi fez links em vários pontos do estado ao lado dos apresentadores das edições locais do Bom Dia e de Glória Vanique.
Em 8 de maio, o Bom Dia São Paulo ganhou novo pacote visual e gráfico (cenário, vinhetas e GC's) e o hashtag #BDSP.
Em 24 de maio, o Bom Dia São Paulo estreou o quadro Globo Cidade, onde os repórteres mostram as notícias do ABC Paulista e Guarulhos.
Em 21 de janeiro de 2019, o Bom Dia São Paulo foi ampliado, sendo exibido das 06h00 até as 08h00 da manhã, com duas horas de duração. Nas afiliadas, também ganharam um espaço a mais na faixa local, sendo das 07h30 até as 08h00, exceto para a EPTV, começando às 07h15. Em março de 2020, em virtude da Pandemia de COVID-19 e visando dar mais espaço para as informações sobre a pandemia no estado, o Bom Dia São Paulo foi novamente ampliado passando a ir até 8h30 com 2 horas e meia de duração com as afiliadas entrando com sua faixa local das 8h às 8h30, exceto na EPTV que inicia a sua faixa local às 7h30.
Em 30 de janeiro de 2025, a Globo anunciou em comunicado a demissão de Bocardi, por descumprimento de normas éticas do Jornalismo, encerrando sua passagem de quase 12 anos pelo telejornal. Para seu lugar, inicialmente de forma interina, foi escalada a apresentadora do Radar Sabina Simonato, que foi mantida definitivamente no comando após o telejornal mostrar uma melhora nos números de audiência.

## Jornais locais das afiliadas no estado de São Paulo
As emissoras afiliadas da TV Globo no litoral e interior do estado, transmitem um bloco local semelhante ao Bom Dia São Paulo, adotando os seguintes nomes:
| Cidade                                                  | Emissora     | Programa          |
| ------------------------------------------------------- | ------------ | ----------------- |
| Santos                                                  | TV Tribuna   | Bom Dia Região    |
| Presidente Prudente                                     | TV Fronteira | Bom Dia Fronteira |
| Mogi das Cruzes                                         | TV Diário    | Bom Dia Diário    |
| Campinas · Ribeirão Preto · São Carlos                  | EPTV         | Bom Dia Cidade    |
| Sorocaba · Bauru · Itapetininga · São José do Rio Preto | TV TEM       | Bom Dia Cidade    |
| São José dos Campos · Taubaté                           | TV Vanguarda | Bom Dia Vanguarda |

## Audiência e repercussão
De segunda a sexta-feira, o telejornal é líder de audiência em toda a Região Metropolitana de São Paulo. A audiência média gira em torno de 7 pontos com 45% de participação, chegando a picos de 12 pontos. É mais assistido por pessoas de faixa etária entre 25 e 49 anos (44%), por mulheres (51%), e a maioria de seu público pertence à classe C (50%) contra 37% das classes A e B, e 13% das classes D e E.